# Wolf Jobst Siedler
Wolf Jobst Siedler (Berlín, 17 de enero de 1926 – 27 de noviembre de 2013) fue un publicista y escritor alemán.

## Biografía
Nacido en Berlín, estudió en la Freie Universität y trabajó como periodista. Su editora Wolf Jobst Siedler Verlag fue comprada en 1989 por Bertelsmann-Gruppe. Fue autor de diferentes libros y escribió en muchas publicaciones alemanas como Frankfurter Allgemeine Zeitung, el Süddeutsche Zeitung, Die Zeit, Die Welt y el Junge Freiheit. 
Siedler fue entrevistada fue entrevistado sobre sus evaluaciones de Albert Speer en el docudrama Speer und Er.

## Honores
- Karl-Friedrich-Schinkel-Ring
- Ernst-Robert-Curtius-Preis
- Deutscher Nationalpreis (2002)
- Premio Gerhard Löwenthal, premio honorario